# Guy Nairay
Guy Joseph Émile Nairay, né le 22 mai 1914 à Sainte-Anne (Guadeloupe) et mort le  4 août 1999 à Abidjan, est un homme politique français.
Après une carrière dans l'administration coloniale, il est directeur de cabinet de Félix Houphouët-Boigny, président de la république de Côte d'Ivoire, de 1960 à 1993. Durant ces trois décennies, il fait partie du cercle le plus proche du président et suit la plupart des dossiers sensibles du pays.  Il est un personnage important de la politique  désignée sous le nom de « Françafrique ». 
Après la mort de Houphouët-Boigny en 1993, il est conseiller spécial du président Henri Konan Bédié, chargé des affaires diplomatiques jusqu'à son décès en 1999.
Il est grand-croix de l'ordre national du Mérite et grand officier de la légion d'Honneur.

## Études et Diplômes
Il fait ses études secondaires aux lycée de Pointe-à-Pitre et Louis-le-Grand puis intègre la faculté de droit de Paris.
Il est licencié en droit, diplômé de l'école libre des sciences politiques (« Sciences Po »), de l'école nationale des langues orientales vivantes (ENLOV) et  breveté de l'école nationale de la France d'outre-mer (ENFOM) 

## Carrière
Originaire de Guadeloupe, Guy Nairay est tout d'abord administrateur colonial au Sénégal (1942-1946) et en Mauritanie (1946), occupe plusieurs postes dans des cabinets ministériels à Paris (1946-1949) puis devient en 1949 commandant de cercle à Gagnoa jusqu'en 1954. 
En 1956, il entre comme chef de cabinet d'Houphouët-Boigny, ministre délégué à la présidence du Conseil dans le cabinet de Guy Mollet.  A l'indépendance de la Côte d'Ivoire en 1960, il est nommé directeur de cabinet du nouveau président Houphouët-Boigny et conserve ce poste jusqu'à la mort de ce dernier, en décembre 1993. 
Tout au long de sa présidence, Houphouët-Boigny s’entoure de conseillers français dont l’influence s’étend à tous les domaines, notamment politiques avec Guy Nairay et Alain Belkiri, secrétaire général du gouvernement, ainsi que les ambassadeurs de France Jacques Raphaël-Leygues de 1963 à 1979, puis Michel Dupuch pratiquement jusqu'à la mort d'Houphouêt ; sans oublier les agents du Service de documentation extérieure et de contre-espionnage (SDECE),. Cette diplomatie spécifique, la « Françafrique » comme il la nomme lui-même, lui permet de conserver des liens très privilégiés avec l’ancienne métropole, faisant de lui le principal allié de la France en Afrique. Ainsi, à chaque nouvelle « aventure » africaine où s’implique l'un des deux pays, ils s’apportent, mutuellement, un soutien inconditionnel ; Houphouët-Boigny nouera même, avec le « Monsieur Afrique » de l’Élysée, Jacques Foccart, de véritables liens d’amitié.
Durant cette période, Guy Nairay fait partie du cercle le plus proche du chef de l'Etat et suit la plupart des dossiers sensibles du pays depuis son indépendance. Avec l'ambassadeur Georges Ouégnin, directeur du protocole, et Alain Belkiri, il fait partie des  « trois piliers » de la présidence de la république sous Félix Houphouët-Boigny. Dans une conversation avec Foccart, Houphouët-Boigny, à propos de de Nairay et de Belkiri, lui confie : « Ces Français me sont utiles. Si j'avais un directeur de cabinet et un secrétaire général ivoiriens, je serais colonisé par les Baoulés ou par d'autres».
Après 1993, il est nommé conseiller spécial du nouveau président de la République, Henri Konan Bédié, chargé des affaires diplomatiques. 
Il a toujours été appelé « gouverneur » en Côte-d'Ivoire. 
Il meurt le  4 août 1999 à Abidjan.

## Hommages
Un quartier de Gagnoa porte son nom : Nairayville.
Un Établissement scolaire porte également son nom à Abobo, non loin de l'hôpital Houphouët-Boigny. Le Groupe scolaire Guy Nairay.

## Fonctions[1]
Chef de cabinet du gouverneur général à Dakar (1942-1943 et 1945-1946) et de la Mauritanie (1946)
Chargé de mission dans différents cabinets ministériels à Paris (1946-1949)
Commandant du cercle de Gagnoa (Côte-d'Ivoire) (1949-1954)
Administrateur en chef de la France d'outre-mer (1952)
Chef de cabinet de Jean Médecin (secrétaire d'Etat à la présidence du Conseil 1955-1956)
Chef de cabinet de Félix Houphouët-Boigny (ministre délégué à la présidence du Conseil, 1956-1957 puis ministre d'Etat, juin-novembre 1957)
Gouverneur de la France d'outre-mer (août 1957)
Directeur de cabinet de Félix Houphouët-Boigny (1957-1960) puis directeur de cabinet de Félix Houphouët-Boigny (président de la république de Côte d'Ivoire) de 1960 à 1993
Conseiller spécial du président Henri Konan Bédié, chargé des affaires diplomatiques de 1993 à 1999

## Distinctions

### Principales

#### Françaises
- Grand-croix de l'ordre national du Mérite (31 décembre 1981)[9]
- Grand officier de la Légion d'honneur
- Croix de guerre 1939–1945
- Commandeur de l'ordre des Arts et des Lettres
- Commandeur de l'ordre des Palmes académiques
- Commandeur de l'ordre du Mérite agricole
- Médaille des évadés
- Médaille de l'Aéronautique
- Croix du combattant

#### Européennes
- Grand-Croix de l'ordre du Mérite de la République fédérale d'Allemagne
- Grand Officier de l'ordre de Léopold (Belgique)
- Grand Officier de l'ordre de la Couronne (Belgique)
- Grand Officier de l'ordre d'Orange-Nassau (Pays-Bas)
- Commandeur de l'ordre de l'Empire britannique  (Royaume-Uni)
- Commandeur de 1re classe de l'ordre d'Isabelle la Catholique (Espagne)

#### Africaines
- Grand-Croix de l'ordre de la République tunisienne
- Grand Cordon de l'ordre du Ouissam alaouite du Maroc
- Grand Officier de l'ordre national de la Côte d'Ivoire

### Autres
- Grand-Croix du Mérite de l'ordre souverain de Malte
- Grand-Croix de l'ordre de Rio Branco  (Brésil)
- Grand-Croix de l'ordre de la Rédemption africaine du Libéria
- Grand Cordon de l'Etoile brillante de la république de Chine
- Grand Officier de l'ordre national du Cèdre du Liban
- Grand Officier de l'ordre national du Léopard du Zaïre
- Grand Officier de l'ordre de l'Étoile équatoriale du Gabon
- Grand Officier des ordres nationaux malgache, du Tchad, du Niger, de l'ordre de la Valeur du Cameroun, d'Ethiopie, de Haute-Volta, du Sénégal
- Commandeur de l'ordre national mauritanien
- Commandeur de l’ordre Tudor Vladimirescu de 1re classe (Roumanie)
- Commandeur de l'ordre de la Santé publique